# Euchiloglanis longibarbatus
Euchiloglanis longibarbatus är en fiskart som beskrevs av Zhou, Li och Thomson 2011. Euchiloglanis longibarbatus ingår i släktet Euchiloglanis och familjen Sisoridae. Inga underarter finns listade i Catalogue of Life.